# Список пенитенциарных учреждений Гавайев
Список пенитенциарных учреждений Гавайев составлен по материалам исправительного департамента штата, Федерального бюро тюрем, Бюро юридической статистики США и частных операторов тюрем.
По состоянию на конец 2011 года в пенитенциарных учреждениях штата содержалось 6037 заключённых (в 2010 году — 5912, в 2009 году — 5891). Гавайский департамент общественной безопасности управляет 3 тюрьмами штата и 4 окружными тюрьмами. Кроме того, часть гавайских заключённых содержится в двух частных тюрьмах Аризоны. Также на Гавайях расположены федеральное учреждение и военная тюрьма. 
| Название учреждения                                                                     | Тип и режим учреждения                                   | Месторасположение | Примечания |
| Исправительное учреждение Халава (англ. Halawa Correctional Facility)                   | Тюрьма штата                                             | Айеа              | Тюрьма открылась в 1962 году, имеются сектора максимального, строгого и среднего уровней безопасности, сектор психически больных, тюремная больница (кроме того, около 1,9 тыс. заключённых, числящихся за тюрьмой, отбывают срок в учреждениях Аризоны). |
| Исправительное учреждение Ваява (англ. Waiawa Correctional Facility)                    | Тюрьма штата минимального уровня безопасности            | Вайпаху           | Вместимость — более 0,3 тыс. заключённых, специализируется на лечении алкоголиков и наркоманов, имеется подсобное хозяйство. |
| Женский общественный исправительный центр (англ. Women’s Community Correctional Center) | Тюрьма штата                                             | Кайлуа            | Имеются сектора максимального, среднего и минимального уровней безопасности, тюремная больница, сектор досудебного содержания. |
| Общественный исправительный центр Оаху (англ. Oahu Community Correctional Center)       | Окружная тюрьма                                          | Гонолулу          | Вместимость — до 1 тыс. заключённых, имеются тюремная больница, сектора досудебного содержания и для осуждённых, рабочий центр Лаумака. |
| Общественный исправительный центр Гавайев (англ. Hawaii Community Correctional Center)  | Окружная тюрьма                                          | Хило              | Вместимость — более 0,2 тыс. заключённых, имеются сектора досудебного содержания и для осуждённых, сектор выездных работ, отдельный лагерь реинтеграции Хале-Нани в Панаэва.                                                                              |
| Общественный исправительный центр Кауаи (англ. Kauai Community Correctional Center)     | Окружная тюрьма                                          | Лихуэ             | Вместимость — более 0,1 тыс. заключённых, имеются сектора досудебного содержания и для осуждённых, сектор выездных работ, подсобное хозяйство. |
| Общественный исправительный центр Мауи (англ. Maui Community Correctional Center)       | Окружная тюрьма                                          | Вайлуку           | Имеются сектора досудебного содержания, для осуждённых и нарушителей досрочного освобождения. |
| Федеральный центр заключения Гонолулу (англ. FDC Honolulu)                              | Федеральная тюрьма административного уровня безопасности | Гонолулу          | Имеются мужской и женский сектора. |
| Военно-морская тюрьма Пёрл-Харбора (англ. Navy Brig Pearl Harbor)                       | Военная тюрьма                                           | Пёрл-Харбор       | Тюрьма расположена на территории военно-морской объединённой базы Пёрл-Харбор — Хикем (является отделением Военно-морской объединённой тюрьмы Мирамар).                                                                                                   |

|                               |             |
| Федеральная тюрьма в Гонолулу | Тюрьма Оаху |